# Phước Tân, Phú Riềng
Phước Tân là một xã thuộc huyện Phú Riềng, tỉnh Bình Phước, Việt Nam.

## Địa lý
Xã Phước Tân nằm ở phía đông bắc huyện Phú Riềng, có vị trí địa lý:
- Phía đông giáp huyện Bù Đăng
- Phía tây giáp các xã Bù Nho và Bình Tân
- Phía nam giáp các xã Phú Riềng, Phú Trung và huyện Bù Đăng
- Phía bắc giáp thị xã Phước Long.

Xã có diện tích 122,62 km², dân số năm 2009 là 6.752 người, mật độ dân số đạt 55 người/km².

## Lịch sử
Xã Phước Tân được thành lập vào ngày 11 tháng 8 năm 2009 trên cơ sở điều chỉnh 12.262,02 ha diện tích tự nhiên và 6.752 người của xã Phước Tín. Khi mới thành lập, xã trực thuộc huyện Bù Gia Mập.
Ngày 15 tháng 5 năm 2015, huyện Bù Gia Mập được chia thành hai huyện Bù Gia Mập và Phú Riềng, xã Phước Tân trực thuộc huyện Phú Riềng như hiện nay.